# Var är Alaska?
Var är Alaska? (originaltitel: Looking for Alaska) är den amerikanska författaren John Greens första bok som gavs ut i mars 2005 i USA. På svenska gavs boken ut 2007. Boken var till stor del inspirerad av hans tid på Indian Springs School.
Filmrättigheterna till romanen köptes 2005 av Paramount Pictures och fick på svenska originaltiteln Looking for Alaska. Manuset skrevs av Josh Schwartz, som också regisserade ett avsnitt. 
Den 9 maj 2018 meddelades det att Hulu skulle göra en miniserie baserat på boken. Serien hade premiär den 18 oktober 2019.

## Handling
Miles Halter har fått nog av sitt trygga och förutsägbara liv, som hittills varit en enda stor icke-händelse. Han är besatt av berömda personers sista ord och detta har fått honom att längta alltmer efter "the Great Perhaps", "det Stora Kanske". Han åker till den ibland galna, men allt annat än tråkiga världen på Culver Creeks internatskola och hans liv förändras i grunden. I samma korridor bor en flicka, Alaska Young, som Halter finner vara underbar, smart, rolig, sexig, självdestruktiv, skruvad och ytterst fascinerande. Han blir plötsligt en del av hennes värld och hela hans liv förändras i grunden.